# تکن ۵: رستاخیز تاریک
تکن ۵: رستاخیز تاریک (به انگلیسی: Tekken 5: Dark Resurrection) عنوان یک بازی ویدئویی به سبک مبارزه‌ای و یک ارتقاء مجدد از نسخهٔ تکن ۵ که هفتمین بخش از مجموعه بازی‌های مبارزه‌ای تکن به‌شمار می‌رود. نسخه آرکید این بازی در دسامبر ۲۰۰۵ در ژاپن و در سال ۲۰۰۶ در آمریکای شمالی منتشر شد. نسخهٔ پلی‌استیشن همراه آن در سال ۲۰۰۶ در تمام مناطق منتشر شده‌است. در سال ۲۰۰۷ نیز نسخه قابل دانلود آن در شبکه پلی‌استیشن برای کنسول پلی‌استیشن ۳ با حجم ۶۰۳ مگابایت در دسترس قرار گرفت. این بازی بیش از دو میلیون نسخه به فروش رسانده‌است.
تکن ۵: رستاخیز تاریک دارای تغییراتی از قبیل اضافه شدن سه شخصیت جدید که در تکن ۵ حضور نداشتند، مودهای جدید اضافه شده در بازی، چهار زمین مبارزه جدید و دوباره‌سازی زمین‌های قبلی می‌باشد. در نسخه پلی‌استیشن ۳ بعد از شکست جینپاچی میشیما در موده آرکید می‌توان آن را انتخاب کرد و همچنین بازی دارای گرافیک اچ‌دی می‌باشد. از تغییرات دیگر می‌توان به قابلیت آنلاین بازی کردن اشاره کرد.

## داستان
داستان بازی دقیقاً به مانند نسخه پنجم می‌باشد با این تفاوت که داستان سه شخصیت جدید به آن اضافه شده‌است. لی‌لی به دنبال نابودی میشیما زایباتسو و پایان دادن به مشکلات پدرش است، سرگئی دراگونوف که مأموریت گرفتن جین کازاما را برعهده دارد و آرمور کینگ، که برادر بزرگتر کینگ است برای گرفتن انتقام قتل خود از کریگ مارداک به این مسابقات آمده‌است.

## شخصیت‌ها
با بودن یک نسخهٔ به‌روزرسانی شده از تکن ۵، رستاخیز تاریک شامل بازگشت تمامی ۳۲ شخصیت قابل انتخاب آن بازی است، در حالی که چهار شخصیت جدید نیز به این نسخه اضافه شده‌است. ادی گوردو که به عنوان لباس دوم کریستی مانترو در نسخهٔ اصلی تکن ۵ حضور داشت، در این قسمت به شخصیتی مجزا و دارای حرکات مختص به خود شد. شخصیت جین‌پاچی میشیما تنها در نسخهٔ کنسول پلی‌استیشن ۳ و برای نخستین بار در این سری به یک شخصیت قابل بازی تبدیل شد، در حالی که در نسخه‌های آرکید و پلی‌استیشن همراه قابل کنترل نیست. با یک بار اتمام حالت آرکید می‌توان به او دسترسی داشت.

### شخصیت‌های جدید
- آرمور کینگ ۲: برادر کوچکتر آرمور کینگ اصلی، که به دنبال انتقام از کریگ مارداک برای کشتن برادر بزرگترش است.
- امیلی د روشفور: یک دختر نوجوان اهل موناکو که هنر رزمی مبارزه خیابانی تمرین می‌کند و برای سرنگون کردن میشیما زایباتسو در این مسابقات شرکت می‌کند تا بتواند به مشکلات مالی پدرش خاتمه دهد. نام کامل او امیلی د روشفور است.
- سرگئی دراگونوف: یکی از اعضای اسپتسناز روسیه که به هنر رزمی سامبو آشناست و برای دستگیری جین کازاما فرستاده شده‌است.

### شخصیت‌های برگشته
- آنا ویلیامز
- آسوکا کازاما
- پک تو سان
- بروس اروین
- برایان فیوری
- کریستی مانترو
- کریگ مارداک
- دویل جین
- ادی  گوردو
- فنگ وی
- گانریو
- هیهاچی میشیما
- هائورانگ
- جک ۵
- جین کازاما
- جین‌پاچی میشیما a b
- جولیا چانگ
- کازویا میشیما
- کینگ ۲
- کوما ۲
- لی چائولان
- ری اوران
- لینگ شائویو
- مارشال لا
- موکوجین
- نینا ویلیامز
- پاندا c
- پال فینکس
- ریون
- راجر جی‌آر
- استیو فاکس
- وانگ جینری
- یوشیمیتسو

^  بازشدنی در نسخهٔ پلی‌استیشن ۳

^  غیرقابل بازی در نسخه‌های آرکید و پلی‌استیشن همراه

^  به عنوان لباس دوم

## تقدیرات
| گردآورنده  | امتیاز |
| ---------- | ------ |
| گیم‌رنکینگز | ۸۸٫۲۷٪ |
| متاکریتیک  | ۸۸/۱۰۰ |

| ناشر       | امتیاز |
| ---------- | ------ |
| وان‌آپ.کام  | ۸/۱۰   |
| گیم‌پرو     | ۴٫۵/۵  |
| گیم رولیشن | +B     |
| گیم‌اسپات   | ۹٫۲/۱۰ |
| گیم‌اسپای   | ۴٫۵/۵  |
| گیم‌تریلرز  | ۸٫۷/۱۰ |
| آی‌جی‌ان     | ۹٫۲/۱۰ |

به‌طور کلی تکن ۵: رستاخیز تاریک نقدهای مثبتی از وبگاه‌های مرتبط با بازی دریافت کرد و نسخه پی‌اس‌پی بازی با میانگین امتیازه ۸۸٫۲۷٪ و ۸۸ از ۱۰۰ به ترتیب در وبگاه‌های گیم‌رنکینگز و متاکریتیک قرار دارد. وبگاه گیم‌اسپات و آی‌جی‌ان نیز هر دو نمره ۹٫۲ از ۱۰ را به این بازی تقدیم کردند.